# Stomatophora primitiva
Stomatophora primitiva is een soort in de taxonomische indeling van de Myzozoa, een stam van microscopische parasitaire dieren. Het organisme komt uit het geslacht Stomatophora en behoort tot de familie Aikinetocystidae. Stomatophora primitiva werd in 1938 ontdekt door Bhatia & Setna.